# Центральное технико-конструкторское бюро Минречфлота СССР

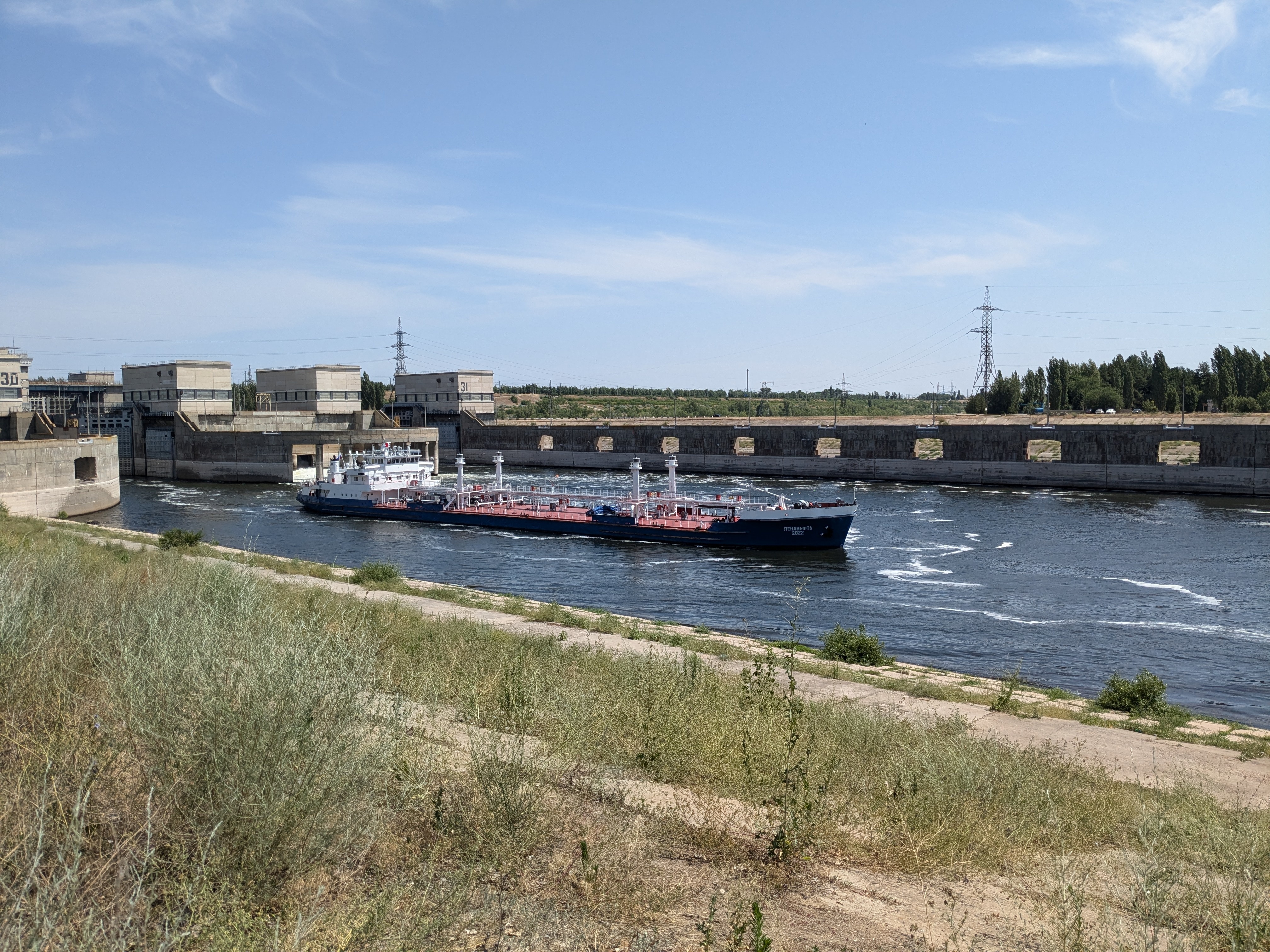
Танкер «Ленанефть-2022» проекта Р-77

4 августа 1935 г. приказом наркома водного транспорта было создано Технико-конструкторское бюро Наркомвода. В 1939 г., при реорганизации Наркомвода, Технико-конструкторское бюро было разделено на Морсудопроект и Центральное технико-конструкторское бюро (ЦТКБ) Минречфлота СССР.
Большой вклад в работу бюро внесли конструкторы М. Г. Аврух, М. А. Абаринов, С. Д. Воздвиженский, А. С. Гончарук, Л. В. Добин, Ю. К. Капитанаки, Б. И. Келим, А. А. Корнилов, Б. В. Кремезной, В. А. Липинский, А. А. Морозов, Э. Г. Резников, А. А. Сенчило, В. Ф. Соколов и другие.
В послевоенные годы по проектам ЦТКБ построены крупные серии судов различных типов и назначений: сухогрузные теплоходы (проектов 573, 765, 821 и др.), танкеры (866, 868, Р77 типа «Ленанефть»), буксиры и толкачи (522, 574, 795, 911, Р14, Р33, Р45 и др.), самые мощные отечественные толкачи типа «Маршал Блюхер», землесосы (592, 805) и земснаряды (721, 892, Р36), однобашенные доки многие другие суда. Широко известны пассажирские теплоходы типа «Родина», «Москвич», «ОМ», «Москва», «Заря». В 1962 г. совместно с ЦАГИ имени Н. Е. Жуковского и ЛИВТом создано первое в СССР судно на воздушной подушке «Нева».